# 暗闇をぶっとばせ!
『暗闇をぶっとばせ！』（くらやみをぶっとばせ）は、宮崎博文原作、今泉伸二作画の日本の漫画作品。『週刊少年ジャンプ』（集英社）で連載された。単行本は全2巻。
作者が少年ジャンプで最後に連載した作品となった。

## ストーリー
何者かに父を殺された壬生隼人は「左ウデ タランチュラ イレズミ」のダイイング・メッセージによって、暴走族を犯人と疑い族狩りをしていた。しかし、真犯人に秋元卓殺しの罪を着せられ投獄されてしまう。その後逃亡し、警察と真犯人に追われながら、父のカタキを討つために真相に近づいていく。

## 登場キャラクター
壬生 隼人（みぶ はやと）
18歳の高校生。とことんやらないと気がすまない性格。「NeverGiveUp」と書かれた黄色の皮ジャンを着ている。恵に恋愛感情があり、ブレスレットをプレゼントした。父と同じ目をしている。
壬生 宅也（みぶ たくや）
隼人の父。警部補。交通課で暴走族担当の刑事。人情家。七瀬に殺された。
秋元 恵（あきもと めぐみ）
22歳の婦人警察官。交通課。その後捜査一課に異動を命じられる。隼人のことは弟と思っているが、まんざらでもない様子。心に迷いを抱きながら隼人を追う。
秋元 卓（あきもと すぐる）
恵の父。刑事。宅也とは親友で、身寄りのない隼人を引き取った。隼人のことは家族同然だと思っている。事件の真相に関わるフロッピーディスクを偶然入手したため、七瀬に殺された。
七瀬
捜査一課の刑事。真犯人で残虐非道な性格。左腕にタランチュラの入れ墨があり（透かし彫り）、普段は全く見えないが、体温・血圧が上がった時や、本気の時にだけ現れる。自分に不利になることを知った人間をことごとく始末してきた。「グッドラック」が口癖。
ヤス
「金庫破りのヤス」と呼ばれて、刑務所とシャバを行ったり来たりしている。10年前に冤罪で捕まった。もとは警備会社に勤める善良な市民だった。隼人に獄中で事情を聞き、逃亡を手助けした。過去に宅也の世話になっている。
中森
警察署長。職務を利用した悪行三昧を宅也に気づかれ、七瀬に始末を命じた。
岡村
工場の管理人。七瀬に金で頼まれて嘘の目撃証言をした。娘が事故に遭い手術で金が必要だった。七瀬に殺された。
鳥好きの少年
隼人にオウムを託された。
キョウ
暴走族「車依人愚（シャイニング）」のヘッド。大男。族狩りの件で隼人を恨んでいたが、根性を見せられて逃亡を手助けする。過去に宅也の世話になっている。
キョウの祖父
桜谷医院の院長。彩の件で隼人に怒りをおぼえていたが、隼人の誠意ある行動によって次第に信用するようになる。
岡村 彩（おかむら あや）
交通事故に遭い九死に一生を得るが、再手術を必要としていた。父の死にショックを受け手術を拒んでいたが、隼人から激励され輸血を受ける。隼人のことを「天使」と呼ぶ。
ヒトミ
暴走族「キラークイーン」のヘッド。彩の親友。彩のカタキとして隼人を警察に売ったが、隼人の誠意ある行動によって次第に信用するようになる。

## 単行本
1. 1994年8月1日、ISBN 978-4-08-871179-9
2. 1994年10月1日、ISBN 978-4-08-871180-5